# Albertocetus meffordorum
Albertocetus meffordorum és una espècie extinta de cetaci de la família dels xenoròfids que visqué a les aigües costaneres de Nord-amèrica durant l'Oligocè, fa entre 23 i 33,9 milions d'anys. Se n'han trobat restes fòssils a les Carolines (Estats Units). Es tracta de l'única espècie del gènere Albertocetus. Era força més gros que Archaeodelphis. Encara que, en termes absoluts, era un xic més petit que Xenorophus, les proporcions generals eren les mateixes. El nom genèric Albertocetus li fou assignat en honor del paleontòleg estatunidenc Albert E. Sanders, mentre que el nom específic meffordorum fou triat en honor de Judith i Robert Mefford, els descobridors del material a partir del qual fou descrita aquesta espècie.